# Kečkovce
Kečkovce és un poble i municipi d'Eslovàquia. Es troba a la regió de Prešov, al nord del país.

## Història
La primera referència escrita de la vila data del 1582.

## Demografia
| Godina             | 1994 | 2004   | 2014    | 2024   |
| ------------------ | ---- | ------ | ------- | ------ |
| Nombre de persones | 219  | 223    | 247     | 264    |
| Diferència         |      | +1,82% | +10,76% | +6,88% |

| Godina             | 2023 | 2024   |
| ------------------ | ---- | ------ |
| Nombre de persones | 258  | 264    |
| Diferència         |      | +2,32% |